# Élections sénatoriales de 2023 dans les Hautes-Pyrénées
Les élections sénatoriales de 2023 dans les Hautes-Pyrénées ont lieu le dimanche 24 septembre 2023. Elles ont pour but d'élire les deux sénateurs représentant le département au Sénat pour un mandat de six années.

## Contexte départemental
Lors des élections sénatoriales de 2017 dans les Hautes-Pyrénées, une candidate PRG, Maryse Carrère et une candidate PS, Viviane Artigalas, ont été élues.
Depuis, tous les effectifs du collège électoral des grands électeurs ont été renouvelés, avec les élections législatives de 2022, les élections régionales de 2021, les élections départementales de 2021 et les élections municipales de 2020.

## Sénateurs sortants
| Sénateur | Sénateur          | Parti | Fonctions lors de l'élection en 2017 |
| -------- | ----------------- | ----- | ------------------------------------ |
|          | Viviane Artigalas | PS    | Maire d'Arrens-Marsous               |
|          | Maryse Carrère    | PRG   | Maire de Lau-Balagnas                |

## Présentation des candidats et des suppléants
Les nouveaux représentants sont élus pour une législature de 6 ans au suffrage universel indirect par les 850 grands électeurs du département. Dans la Hautes-Pyrénées, les sénateurs sont élus au scrutin majoritaire plurinominal. Le nombre reste inchangé, deux sénateurs sont à élire.
| T/S | Candidats | Candidats          | Parti | Principales fonctions                                                                  |
| --- | --------- | ------------------ | ----- | -------------------------------------------------------------------------------------- |
| T   |           | Charles Rocheteau  | LFI   | Maire de Bazillac                                                                      |
| S   |           | Anne Legrand       | LFI   |                                                                                        |
|     |           |                    |       |                                                                                        |
| T   |           | Clément Artigue    | EELV  |                                                                                        |
| S   |           | Claire Tareau      | EELV  |                                                                                        |
|     |           |                    |       |                                                                                        |
| T   |           | Viviane Artigalas  | PS    | Sénatrice sortante, conseillère municipale d'Arrens-Marsous                            |
| S   |           | Denis Fégné        | PS    | Maire d'Ibos                                                                           |
|     |           |                    |       |                                                                                        |
| T   |           | Maryse Carrère     | PRG   | Sénatrice sortante, conseillère départementale, conseillère municipale de Lau-Balagnas |
| S   |           | Pierre Abadie      | PRG   | Adjoint au maire de Castelnau-Magnoac                                                  |
|     |           |                    |       |                                                                                        |
| T   |           | Jean-Marc Delcasso | RE    |                                                                                        |
| S   |           | Stéphanie Marquez  | RE    | Conseillère municipale d'Ibos                                                          |
|     |           |                    |       |                                                                                        |
| T   |           | Olivier Monteil    | RN    | Conseiller régional                                                                    |
| S   |           | Sylvie Boulin      | RN    |                                                                                        |
|     |           |                    |       |                                                                                        |
| T   |           | Jacques Béhague    | LR    |                                                                                        |
| S   |           | Anne Marie Beltran | LR    | Adjointe au maire de Vic-en-Bigorre                                                    |
|     |           |                    |       |                                                                                        |
| T   |           | Annie Baylac       | PCF   | Conseillère municipale à Séméac                                                        |
| S   |           | Alexis Bonnargent  | PCF   | Maire de Vidouze                                                                       |
|     |           |                    |       |                                                                                        |
| T   |           | Hervé Charles      | PCF   |                                                                                        |
| S   |           | Nathalie Dannfald  | PCF   | Adjointe au maire de Lafitole                                                          |

## Résultats
|                          | Maryse Carrère           | PRG                      | RDG                      | 581 | 69,25 |  |  |
|                          | Viviane Artigalas        | PS                       | SOC                      | 518 | 61,74 |  |  |
|                          | Jean-Marc Delcasso       | HOR                      | RE                       | 133 | 15,85 |  |  |
|                          | Jacques Behague          | LR                       | LR                       | 99  | 11,80 |  |  |
|                          | Olivier Monteil          | RN                       | RN                       | 47  | 5,60  |  |  |
|                          | Hervé Charles            | PCF                      | PCF                      | 39  | 4,65  |  |  |
|                          | Clément Artigue          | EÉLV                     | VEC                      | 35  | 4,17  |  |  |
|                          | Annie Baylac             | PCF                      | PCF                      | 34  | 4,05  |  |  |
|                          | Charles Rocheteau        | LFI                      | FI                       | 13  | 1,55  |  |  |
|                          | José Sanchez Perez       | SE                       | DVC                      | 11  | 1,31  |  |  |
|                          |                          |                          |                          |     |       |  |  |
| Suffrages exprimés       | Suffrages exprimés       | Suffrages exprimés       | Suffrages exprimés       | 839 | 99,06 |  |  |
| Votes blancs             | Votes blancs             | Votes blancs             | Votes blancs             | 7   | 0,83  |  |  |
| Votes nuls               | Votes nuls               | Votes nuls               | Votes nuls               | 1   | 0,12  |  |  |
| Total                    | Total                    | Total                    | Total                    | 847 | 100   |  |  |
| Abstention               | Abstention               | Abstention               | Abstention               | 26  | 2,98  |  |  |
| Inscrits / participation | Inscrits / participation | Inscrits / participation | Inscrits / participation | 873 | 97,02 |  |  |